# Kage no Jitsuryokusha ni Naritakute!
Kage no Jitsuryokusha ni Naritakute! (陰の実力者になりたくて!?), conocida como The Eminence in Shadow en inglés, es una serie de novelas ligeras japonesas escritas por Daisuke Aizawa e ilustradas por Tōzai. Comenzó a serializarse en línea en mayo de 2018 en el sitio web de publicación de novelas generado por el usuario Shōsetsuka ni Narō. Más tarde fue adquirida por Enterbrain, que la publica desde noviembre de 2018. Una adaptación a manga con arte de Anri Sakano ha sido serializado en la revista de manga seinen Comp Ace de Kadokawa Shoten desde diciembre de 2018. Un manga spin-off de Seta U titulado Kage no Jitsuryokusha ni Naritakute! Shadow Gaiden (陰の実力者になりたくて！ しゃどーがいでん?) también se serializó a través de Comp Ace desde julio de 2019. Una adaptación de la serie al anime de Nexus se estrenó el 5 de octubre de 2022.

## Sinopsis
Desde que era un niño, quería convertirse en la eminencia en la sombra, una persona que opera en las sombras. Entrenó su cuerpo, haciendo prácticamente todo lo posible en el mundo, hasta que un día en una de sus sesiones de entrenamiento, se encontró con la magia. Sin embargo, esto no era magia y de hecho, eran los faros de un automóvil. Y así, murió.
Incluso después de reencarnarse, el niño, ahora hijo de un noble, Cid Kagenou, quería alcanzar sus sueños. Después de rescatar a una niña, Cid crea una trama elaborada sobre cómo él era el líder de una antigua organización, que juró luchar contra el Culto de Diabolos, para evitar que dicho culto resucite a Diabolos. La niña jura lealtad a Cid y así él construye su organización, Shadow Garden.
Poco sabe él que su historia inducida por el síndrome de octavo grado (Chūnibyō) tiene una base real en el mundo...

## Personajes

### Personajes principales
Cid Kagenou (シド・カゲノー Shido Kagenō?)
 Seiyū: Seiichirō Yamashita
Conocido anteriormente como Minoru Kagenou, es hijo de una familia noble. También es secretamente el líder de Shadow Garden, una organización que lucha en las sombras contra el imaginario Culto de Diábolos. (En realidad, el culto existe y las operaciones de Cid sin saberlo interfieren con los planes del Culto). Originalmente vivía en un mundo similar al nuestro, pero en su búsqueda de magia se reencarnó en otro mundo con magia en él.
Claire Kagenou (クレア・カゲノー Kurea Kagenō?)
 Seiyū: Rina Hidaka
La hermana mayor de Cid. Ella se cree más fuerte que Cid y lo molesta, a menudo actuando agresivamente hacia él en forma de puñetazos y otras formas de daño corporal cuando se siente molesta por él. Aunque parece antagonista con él, sí se preocupa por él, actuando de manera bastante imprudente cuando cree que su hermano podría estar amenazado.
Alexia Midgar (アレクシア・ミドガル Arekushia Midogaru?)
 Seiyū: Kana Hanazawa
Una princesa altiva, se dedica a hacer que la vida de Cid sea lo más molesta posible. También es uno de los únicos personajes que ha visto personalmente a "Shadow" en acción (fuera de los miembros de Shadow Garden) pero no sabe que la verdadera identidad de "Shadow" es, de hecho, el propio Cid.
Iris Midgar (アイリス・ミドガル Airisu Midogaru?)
 Seiyū: Yōko Hikasa
La primera princesa del Reino de Midgar y líder de Orden Carmesí.
Rose Oriana (ローズ・オリアナ Rōzu Oriana?)
 Seiyū: Haruka Shiraishi
La princesa del vecino reino de Oriana, país conocido por su arte. Ella tomó controvertidamente la espada en lugar de las artes tradicionales y se convirtió en una estudiante transferida en la academia Midgard Spellsword. Se convirtió en la presidenta del consejo estudiantil y su habilidad con la espada en la academia fue considerada solo superada por la primera princesa de Midgar, Iris Midgar. Después de matar al rey de Oriana (su padre), escapó y se convirtió en miembro de "Shadow Garden" para que estos la ayudarán a recuperar su reino. Fue reclutada por Alpha y es conocida por ser #666

### Shadow Garden
Alpha (アルファ Arufa?)
 Seiyū: Asami Seto
La primera miembro de Shadow Garden, una hermosa niña elfa. Cuando Cid la encontró por primera vez, estaba sufriendo de posesión demoníaca y apenas era reconocible como un ser humano. Cid experimentó con ella y sin darse cuenta encontró una cura para la posesión demoníaca, a cambio de curarla, ella le juró lealtad. Ella pasó a buscar y reclutar a los otros 6 miembros principales de Shadow Garden y los guía en su búsqueda del Culto de Diábolos
Beta (ベータ Bēta?)
 Seiyū: Inori Minase
La segunda miembro de Shadow Garden, fue la primera miembro en ser encontrado por Alpha en lugar de Cid. Una elfa conocida por su belleza natural y su amplio pecho. Ella escribe 'las crónicas de guerra de Shadow-sama', en las que detalla las hazañas de Cid en su personaje de Shadow.
Gamma (ガンマ Ganma?)
 Seiyū: Suzuko Mimori
La tercera miembro de Shadow Garden, aunque es débil tanto física como técnicamente, posee una gran inteligencia. Es responsable de la creación y las operaciones diarias de la compañía Mitsugoshi. La empresa de la que Shadow Garden obtiene sus fondos. Cid originalmente le contó sobre conceptos y productos de su mundo original en la forma de su "Conocimiento de las Sombras" que Gamma finalmente pudo recrear y vender para obtener grandes ganancias.
Delta (デルタ Deruta?)
 Seiyū: Fairouz Ai
La cuarta miembro de Shadow Garden, una chica de la familia de las bestias, no es experta en la manipulación de magia ni en técnicas refinadas con la espada. Pero por eso ella lo compensa con poder crudo y violencia. Debido a su naturaleza de parentesco bestia, también tiene sentidos intensificados, como ser capaz de reconocer olores desde grandes distancias y los usa para encontrar y cazar a sus objetivos. Ella solo escucha a los más fuertes que ella, hasta ahora solo ha reconocido a Alpha y Cid como más fuertes que ella.
Epsilon (イプシロン Ipushiron?)
 Seiyū: Hisako Kanemoto
La quinta miembro de Shadow Garden, una chica elfa conocida también como "la precisa" por su refinado control de la magia. Es conocida por su actitud altiva. Ella es experta en el uso y manipulación de los monos de limo que todos los miembros de Shadow Garden poseen y utilizan.
Zeta (ゼ ー タ, Zēta?)
 Seiyū: Ayaka Asai
La sexta miembro de Shadow Garden.
Eta (イ ー タ, Īta?)
 Seiyū: Reina Kondō
La séptima miembro de Shadow Garden, se especializa y está a cargo de la facción de investigación de Shadow Garden y, como resultado, tiene su propio laboratorio.
Nu (ニュー Nyū?) (#13)
 Seiyū: Maaya Uchida
Después de las primeras 7 miembros de Shadow Garden (las reclutadas por el propio Cid) vienen los 'números'. Nu es el primero de los números en aparecer, una chica que anteriormente era noble y que fue dejada de lado cuando contrajo la posesión demoníaca. Más tarde fue salvada e iniciada por una de las 7 miembros de Shadow Garden. Ella es muy hábil en el maquillaje y los disfraces. Utilizando limo especialmente tratado para imitar la piel y darle la forma deseada.
Victoria (ウィクトーリア Wikutōria?) (#559)
 Seiyū: Miku Itō
Es una miembro de Shadow Garden, siendo una de los Números bajo el nombre en clave No. 559 con habilidades que se dice que rivalizan con las "Seven Shadows". Antes de unirse a la organización, era conocida como la "Santa" y exlíder de los Templarios. También es miembro de la subfacción secreta de Zeta.

### Otros
Sherry Barnett (シェリー・バーネット Sherī Bānetto?)
 Seiyū: Saya Aizawa
Una investigadora que estudia en la academia e hija adoptiva del subdirector Ruslan. Su madre murió después de que ella descubrió una fea verdad, y fue adoptada por Ruslan. Después de la muerte de Ruslan, ella dejó la academia para estudiar más. Está obsesionada en matar a Shadow para vengar la muerte de su padre.
Lucrecia (ルクレティア Rukuretia?)
Fue la madre de Sherry y una investigadora. Se asoció con Lutheran para recolectar e investigar artefactos sin saber que la estaba usando. Cuando consigue el "Ojo de la codicia", Lucrecia intenta deshacerse del artefacto por ser peligroso, pero es asesinada por Lutheran apuñalándola en distintas partes del cuerpo hasta finalmente darle el golpe final en el corazón. Años después, Cid acaba con Luteran de la misma forma que este lo había hecho con Lucrecia.
Lutheran Barnett (ルスラン・バーネット Rusuran Bānetto?)
 Seiyū: Hōchū Ōtsuka
Fue el Subdirector de la Academia Midgar para Caballeros Oscuros y miembro del Culto de Diablos. Era un espadachín que ganó la Bujinsai, pero poco después enfermó y se vio obligado a retirarse. Después de pensar en cómo curar su enfermedad, encontró una manera de recolectar artefactos e hizo que la madre de Sherry, Lucrecia, hiciera la investigación. Encuentra un artefacto llamado "Ojo de la codicia" que podía curar la enfermedad, sin embargo Lucrecia pretendía deshacerse del artefacto por ser peligroso, por lo que Lutheran la mata. Luego, adopta a Saya como su hija tras la muerte de su madre y prosigue su investigación. Con ayuda del culto, Lutheran toma el control de la academia con los estudiantes como rehenes con el objetivo de absorber gran cantidad de mana y recuperar su fuerza. Tras ser confrontado por Cid, Lutheran le revela los motivos antes de arrojarlo al fuego, pero sorpresivamente regresa como Shadow y lo mata de la misma forma que lo hizo Lutheran con Lucrecia. Momentos antes de morir, Lutheran se da cuenta de que Cid era Shadow.
Hyoro Gari (ヒョロ・ガリ?)
 Seiyū: Yoshitsugu Matsuoka
Uno de los compañeros de bajo nivel de Cid.
Jaga Imo (ジャガ・イモ?)
 Seiyū: Shin Matsushige
Otro de los compañeros de bajo nivel de Cid.
Akane Nishino (西野アカネ?)
 Seiyū: Yui Horie
Es la hija de una familia adinerada, hermana menor de Akira y excompañera de clase de Minoru Kagenou en su vida anterior. En su infancia, Nishino había comenzado su carrera como actriz, convirtiéndose en una celebridad. Sin embargo, tanto su fama como su fortuna hizo que fuera secuestrada en dos ocasiones. Durante la secundaria, fue secuestrada por un acosador y el escándalo que siguió la traumatizó y se vio obligada a suspender su carrera como actriz. Años después en la preparatoria mientras regresaba a casa, fue secuestrada por segunda vez por dos hombres quienes tenían la intención de utilizarla como rescate de sus padres, siendo en la última rescatada por Minoru Kagenou. Algún tiempo después de la muerte de Minoru Kagenou (y su posterior reencarnación como Cid Kagenou), Japón fue invadido por bestias mágicas y Akane se ofreció como sujeto de prueba en un proyecto creado por su hermano Akira en la ciudad de Arcadia para crear guerreros y combatir las especies invasoras. El proyecto tuvo éxito ya que ella adquirió habilidades mágicas y pronto la gente la apodó como el "Primer Caballero". Sin embargo, Akira no estaba satisfecho con los resultados y continuó experimentando con su hermana en contra del deseo de uno de los científicos. El intento de aumentar sus poderes fracasó terriblemente cuando Akane perdió el control de su magia y provocó un alboroto que destruyó Arcadia, matando a varias personas en el proceso.
Zenon Griffey (ゼノン・グリフィ?)
 Seiyū: Masaya Matsukaze
Fue un instructor de espadachín mágico en la Academia Real de Espadas Hechizadas de Midgar y el prometido de Alexia. Sin embargo, es miembro de la Orden de Diabolos, con el cual conspiró para usar la sangre real de Alexia en experimentos. Después de que Alexia comienza a salir con Cid, Zenon la secuestra e incrimina a Cid por el crimen. Mientras Cid (asumiendo la identidad de Shadow Garden) asalta todos los escondites del culto en Midgar, Zenon se retira al laboratorio para capturar a Alexia. Los dos pelean y Zenon golpea física y verbalmente a Alexia. Antes de que pudiera llevársela, Shadow interviene. Shadow supera fácilmente los ataques de Zenon y el primero solo pudo burlarse de la fuerza decepcionante de su oponente, lo que enfurece a Zenon. Al verse acorralado, Zenon solo podía llorar y suplicar misericordia antes de que Shadow lo matara con su ataque Atom.
Juggernaut (ジャガーノート?)
 Seiyū: Tsuyoshi Koyama
Era conocido como el Tirano, que es uno de los tres monarcas que gobiernan la Torre Negra en Lawless City antes de ser asesinado por Delta.
Yukime (ユキメ?)
 Seiyū: Shizuka Itō
Es la gobernante de la Torre Blanca en Lawless City, conocida como Spirit Fox. Yukime también controla el distrito de placer y es presidenta de Snow Fox Corporation. Era la prometida de Gettan, hasta que éste la traiciona asesinando a su madre por negarse a unirse al Culto de Diabolos. Desde entonces busca vengarse de él.
Crimson (クリムゾン?)
 Seiyū: Tomokazu Sugita
Era un vampiro conocido como "Blood Queen", es el consejero personal de Elisabeth y monarca temporal de la Torre Carmesí en Lawless City, reemplazando a Elisabeth, que durmió mucho tiempo. En realidad, sin embargo, simplemente estaba manipulando a la Progenitora para cumplir su propio anhelado deseo de restaurar su raza a la grandeza y desea que Elisabeth gobierne el mundo. Odia a los humanos, a los que considera una raza inferior. Más tarde es asesinado por Shadow. Hasta la fecha el único antagonista que no es miembro del Culto de Diabolos.
Mary (メアリー?)
 Seiyū: Ai Kakuma
Es una legendaria cazadora de vampiros que dedicó su vida a acabar con los Progenitores de vampiros, siendo la reina de sangre Elisabeth una de ellos. Sin embargo, su verdadera identidad es un vampiro y hace mil años, sirvió a las órdenes de Elisabeth. Mary llegó a Lawless City y formó una relación de cooperación con Claire Kagenō para detener el alboroto de Elisabeth y evitar otra tragedia.
Elisabeth (エリザベート?)
 Seiyū: Saori Hayami
Es una de las tres monarcas de Lawless City que anteriormente gobernó la Torre Carmesí. También es la reina de los vampiros, conocida como la "Reina de sangre". A diferencia de otros progenitores de vampiros que habían usado sus habilidades para sobrevivir o para el mal, Elisabeth no solo es la más benévola de los progenitores, sino de toda su especie. Es una mujer amable, que creía que los vampiros podían coexistir con las otras razas, lo que la llevó a construir su utopía donde hay igualdad para todos.
Mordred (モードレッド?)
 Seiyū: Takehito Koyasu
Fue el noveno miembro de Caballeros de las Rondas y uno de los líderes del Culto de Diabolos que operaba la facción del culto del Reino de Oriana. Cuando el error de su subordinado resultó en que las actividades del Culto quedaran expuestas, intentó destruir el Reino como encubrimiento, solo para ser frustrado y asesinado por Shadow.

## Contenido de la obra

### Novelas ligeras
La serie está escrita por Daisuke Aizawa e ilustrada por Tōzai. Comenzó a serializarse en línea en mayo de 2018 en el sitio web de publicación de novelas generado por el usuario Shōsetsuka ni Narō. Más tarde fue adquirida por Enterbrain, que han publicado seis volúmenes desde noviembre de 2018. Yen Press adquirió la serie en Norteamérica.

#### Lista de volúmenes
| Volúmenes de novelas ligeras publicadas | Volúmenes de novelas ligeras publicadas | Volúmenes de novelas ligeras publicadas |
| Número                                  | Fecha de lanzamiento                    | ISBN                                    |
| --------------------------------------- | --------------------------------------- | --------------------------------------- |
| 1                                       | 5 de noviembre de 2018                  | ISBN 978-4-04-735302-2                  |
| 2                                       | 5 de marzo de 2019                      | ISBN 978-4-04-735580-4                  |
| 3                                       | 26 de julio de 2019                     | ISBN 978-4-04-735711-2                  |
| 4                                       | 26 de febrero de 2021                   | ISBN 978-4-04-735878-2                  |
| 5                                       | 28 de diciembre de 2022                 | ISBN 978-4-04-737311-2                  |
| 6                                       | 30 de octubre de 2023                   | ISBN 978-4-04-737691-5                  |

### Manga

#### Kage no Jitsuryokusha ni Naritakute!
Una adaptación a manga con arte de Anri Sakano ha sido serializado en la revista de manga seinen Comp Ace de Kadokawa Shoten, con el primer volumen tankōbon lanzado el 25 de julio de 2019. Se ha recopilado en dieciséis volúmenes tankōbon. Yen Press también ha licenciado el manga.

##### Lista de volúmenes
| Volúmenes de manga publicados | Volúmenes de manga publicados | Volúmenes de manga publicados |
| Número                        | Fecha de lanzamiento          | ISBN                          |
| ----------------------------- | ----------------------------- | ----------------------------- |
| 1                             | 25 de julio de 2019           | ISBN 978-4-04-108471-7        |
| 2                             | 24 de septiembre de 2019      | ISBN 978-4-04-108683-4        |
| 3                             | 25 de junio de 2020           | ISBN 978-4-04-109326-9        |
| 4                             | 25 de agosto de 2020          | ISBN 978-4-04-109332-0        |
| 5                             | 26 de febrero de 2021         | ISBN 978-4-04-111002-7        |
| 6                             | 25 de junio de 2021           | ISBN 978-4-04-111564-0        |
| 7                             | 26 de marzo de 2022           | ISBN 978-4-04-111565-7        |
| 8                             | 26 de septiembre de 2022      | ISBN 978-4-04-112936-4        |
| 9                             | 25 de octubre de 2022         | ISBN 978-4-04-112937-1        |
| 10                            | 25 de noviembre de 2022       | ISBN 978-4-04-112938-8        |
| 11                            | 26 de mayo de 2023            | ISBN 978-4-04-113684-3        |
| 12                            | 26 de octubre de 2023         | ISBN 978-4-04-113685-0        |
| 13                            | 24 de mayo de 2024            | ISBN 978-4-04-114968-3        |
| 14                            | 25 de noviembre de 2024       | ISBN 978-4-04-115574-5        |
| 15                            | 26 de febrero de 2025         | ISBN 978-4-04-115857-9        |
| 16                            | 25 de julio de 2025           | ISBN 978-4-04-116209-5        |

#### Kage no Jitsuryokusha ni Naritakute! Shadow Gaiden
Un manga spin-off de Seta U titulado Kage no Jitsuryokusha ni Naritakute! Shadow Gaiden (陰の実力者になりたくて！ しゃどーがいでん?) también se serializó a través de Comp Ace, con el primer volumen tankōbon lanzado el 25 de junio de 2020. Se ha recopilado en cinco volúmenes de tankōbon.

##### Lista de volúmenes
| Volúmenes de manga publicados | Volúmenes de manga publicados | Volúmenes de manga publicados |
| Número                        | Fecha de lanzamiento          | ISBN                          |
| ----------------------------- | ----------------------------- | ----------------------------- |
| 1                             | 25 de junio de 2019           | ISBN 978-4-04-109327-6        |
| 2                             | 26 de febrero de 2021         | ISBN 978-4-04-109333-7        |
| 3                             | 26 de marzo de 2022           | ISBN 978-4-04-112378-2        |
| 4                             | 25 de octubre de 2022         | ISBN 978-4-04-113040-7        |
| 5                             | 26 de mayo de 2023            | ISBN 978-4-04-113688-1        |
| 6                             | 26 de octubre de 2023         | ISBN 978-4-04-113689-8        |

### Anime
El 25 de febrero de 2021 se anunció una adaptación de la serie al anime. La serie es producida por Nexus y dirigida por Kazuya Nakanishi, con guiones escritos por Kanichi Katou, diseños de personajes de Makoto Iino y música compuesta por Kenichirō Suehiro. Se estrenó el 5 de octubre de 2022 en AT-X y otros canales. El tema de apertura es «HIGHEST», interpretado por OxT, mientras que el tema de cierre es «Darling in the Night», interpretado por Asami Seto, Inori Minase, Suzuko Mimori, Fairouz Ai, Hisako Kanemoto, Ayaka Asai y Reina Kondō. Sentai Filmworks obtuvo la licencia de la serie fuera de Asia, y lo transmitió en HIDIVE.
Se anunció una segunda temporada durante una transmisión en vivo el 22 de febrero de 2023. El personal principal y el elenco regresa de la temporada anterior. Se estrenó el 4 de octubre de 2023 y constará de 12 episodios.
El 13 de junio de 2025, se anunció que los personajes de Kage no Jitsuryokusha ni Naritakute!  aparecerán en una tercera temporada de Isekai Quartet, una serie crossover de anime de estilo chibi que presenta personajes de las franquicias de Kadokawa Corporation en el género isekai.

#### Película
En diciembre de 2023, se anunció una película de anime, titulada Kage no Jitsuryokusha ni Naritakute!: Zankyō-hen (劇場版 陰の実力者 になりたくて！残響編?).